# Полтавский, Семён Владимирович
Семён Владимирович Полтавский (укр. Семен Володимирович Полтавський; род. 8 февраля 1981, Одесса) — украинский и российский волейболист, заслуженный мастер спорта России, нападающий второго темпа, игрок сборной России в 2003, 2005—2010 годах.

## Биография
Семён Полтавский родился в Одессе в семье известного волейболиста Владимира Полтавского, начинал заниматься волейболом под руководством тренера Вадима Унгурса. В 1997 году был приглашён в команду «Питер-Лада» из Санкт-Петербурга — фарм-команду «Автомобилиста», выступавшую в первой лиге чемпионата России. Через год сменил гражданство с украинского на российское и в возрасте 17 лет дебютировал в «Автомобилисте». На протяжении четырёх сезонов молодой доигровщик являлся одним из лидеров петербургского клуба.
В 1999 году Семён Полтавский стал победителем чемпионатов мира в составе сборных России двух возрастных категорий — юниорской и молодёжной. С «молодёжкой» нового созыва в 2000 году выиграл золото чемпионата Европы, а в 2001-м — серебро чемпионата мира. В национальной сборной России дебютировал в июне 2002 года на турнире Шести наций в Италии, но из-за травмы тем летом не сыграл в официальных соревнованиях с участием российской команды.
В 2002 году Семён Полтавский подписал контракт с итальянской «Моденой» и наступивший сезон на правах аренды провёл в другом клубе серии A1 — «Габеке». По его окончании вернулся в Россию, 24 мая 2003 года в рамках Мировой лиги провёл первый официальный матч за национальную сборную, вошёл в заявку на финальный турнир Мировой лиги в Мадриде и чемпионат Европы в Германии. Клубную карьеру Полтавский продолжил в московском «Динамо».
Летом 2005 года за несколько месяцев межсезонья сменил амплуа доигровщика на позицию диагонального нападающего. В новом амплуа он вернулся в состав сборной России, а с «Динамо» в мае 2006 года завоевал первый в карьере титул чемпиона страны. В 2006 году был капитаном сборной России, вплоть до 2010 годах играл во всех соревнованиях с её участием, неоднократно завоёвывал индивидуальные призы, в числе которых титул самого ценного игрока чемпионата Европы 2007 года. На Олимпийских играх-2008 в Пекине завоевал бронзовую медаль. Всего за карьеру Полтавский провёл 152 матча за сборную России и набрал в них 1626 очков.
В 2010 году перешёл из «Динамо» в «Ярославич». В чемпионате России волжане проиграли в четвертьфинальной серии казанскому «Зениту» и заняли только 8-е место, но Полтавский завоевал Приз Андрея Кузнецова, став первым в истории обладателем титула лучшему волейболисту России среди игроков, чья команда не попала в призёры чемпионата.
В дальнейшем проблемы со спиной не позволили Полтавскому в 2011 году сыграть за сборную России, а травма плеча и продолжительный восстановительный период после операции вынудили пропустить большую часть сезона-2011/12, в котором он был игроком «Факела». Летом 2012 года Семён Полтавский вернулся в московское «Динамо», но из-за рецидива травмы вновь не имел большой игровой практики. В матчах «Динамо» он, как и в начале карьеры, выступал преимущественно на позиции доигровщика.
В июле 2013 года в Одессе Семён Полтавский в паре с Александром Горбачёвым, внуком известного советского тренера Евгения Горбачёва, принимал участие в одном из туров чемпионата Украины по пляжному волейболу. В сезоне-2013/14 снова играл за «Ярославич».
Сезон-2014/15 Полтавский мог провести в «Белогорье», но после нескольких недель тренировок руководство белгородского клуба отказалось от игрока, и он пропустил весь сезон, не сумев найти команду.
Осенью 2015 года Семён Полтавский пополнил состав краснодарского «Динамо». В мае 2016 года объявил о завершении спортивной карьеры.

## Достижения

### В клубной карьере
- Чемпион России (2005/06, 2007/08), серебряный (2003/04, 2004/05, 2006/07) и бронзовый (2009/10) призёр чемпионатов России.
- Обладатель Кубка России (2006, 2008), финалист Кубка России (2003, 2004, 2007).
- Обладатель Суперкубка России (2008, 2009).
- Финалист Лиги чемпионов (2009/10), бронзовый призёр Лиги чемпионов (2006/07).

### Со сборными
- Чемпион мира среди молодёжных команд (1999).
- Чемпион мира среди юниорских команд (1999).
- Чемпион Европы среди юниорских команд (1999).
- Чемпион Европы среди молодёжных команд (2000).
- Серебряный призёр чемпионата мира среди молодёжных команд (2001).
- Бронзовый призёр Олимпийских игр (2008).
- Серебряный (2005, 2007) и бронзовый (2003) призёр чемпионатов Европы.
- Серебряный (2007, 2010) и бронзовый (2006, 2008, 2009) призёр Мировой лиги.
- Серебряный призёр Кубка мира (2007).
- Победитель Евролиги (2005).

### Личные
- Самый ценный игрок (MVP) и лучший подающий чемпионата Европы (2007).
- Самый результативный игрок и лучший подающий «Финала шести» Мировой лиги (2007).
- Лучший подающий Кубка мира (2007).
- Участник Матчей звёзд России (2005, 2008, 2009, 2011).
- Лучший игрок чемпионата России — обладатель Приза Андрея Кузнецова (2011).

## Награды и звания
- Заслуженный мастер спорта России (2008).
- Медаль ордена «За заслуги перед Отечеством» II степени — за большой вклад в развитие физической культуры и спорта, высокие спортивные достижения на Играх XXIX Олимпиады 2008 года в Пекине (2009)[10].